# Didemnum clavum
Didemnum clavum är en sjöpungsart som beskrevs av Kott 200. Didemnum clavum ingår i släktet Didemnum och familjen Didemnidae. Inga underarter finns listade i Catalogue of Life.